# 馬場町 (大阪市)
馬場町（日语：／）是大阪府大阪市中央區的町名。郵遞區號為540-0007。

## 地理
位於大坂城（大阪城公園）南側，北至本町通，南至中央大通，西至上町筋。
以前的町域是在現在的大阪城（町名）大坂城外濠內與玉造口－大手口－京橋口之間。此外，京橋口－青屋口－玉造口間之間為杉山町。
1979年，法圓坂町與森之宮西之町的本町通以南區域合併成立。僅本町通與上町筋交會的馬場町交差點算是在以前的馬場町內。
此地原是NHK大阪放送局所在地，2001年遷往上町筋西側的大手前4丁目。
町內的主要設施有大阪KKR飯店（KKRホテルオーサカ）、大阪府信用農業協同組合聯合會本部，NTT西日本本社等。

## 歷史
近代，上町筋沿線為上本町1丁目，1871年（明治4年）成為兵部省管轄地。1879年（明治12年）實施郡区町村編制法，成立馬場町。
1936年（昭和11年），日本放送協會大阪中央放送局從上本町9丁目遷入本町。

## 交通
鐵道
- 大阪市營地下鐵（谷町線、中央線）谷町四丁目站

巴士
- 大阪市營巴士（62號系統（日语：大阪市営バス住吉営業所））馬場町

道路
- 上町筋（日语：上町筋）
- 本町通（日语：本町通 (大阪市)）
- 中央大通（日语：中央大通）
- 阪神高速法圓坂出入口、森之宮出入口

## 備註
1. ↑  日本郵便. .   [2014-02-08]. （原始内容存档于2019-10-15）. （页面存档备份，存于）